# Fojtka (potok)
Fojtka (Fojtecký potok) je levostranný přítok Jeřice v okrese Liberec v Libereckém kraji. Délka toku měří 6,8 km. Plocha povodí činí 7,07 km².

## Průběh toku
Hlavní pramen se nachází necelý kilometr západně od vodní nádrže Bedřichov v katastrálním území obce Fojtka v nadmořské výšce 824 m. Potok dále teče asi 1,5 km jihozápadním směrem. Poté se stáčí k západu. Ve chvíli, kdy potok vtéká do obce Fojtka, se potok stáčí k severozápadu. V obci Fojtka potok přijímá zprava několik menších bezejmenných potoků. Na rozhraní obcí Fojtka a Mníšek potok vtéká do vodní nádrže Fojtka. Po zhruba 500 m od výtoku potoka z nádrže se v obci Mníšek v nadmořské výšce 373 m Fojtka vlévá zleva do Jeřice.